# The Carpet Crawlers
The Carpet Crawlers (englisch für: „Die Teppich-Kriecher“) ist eine Ballade der britischen Rockband Genesis. Sie entstammt dem Konzeptalbum The Lamb Lies Down on Broadway von 1974. The Carpet Crawlers findet sich auch auf den Livealben Seconds Out und Live over Europe 2007 wieder.

## Inhalt
In diesem Teil der Geschichte befindet sich der Protagonist Rael in einem Gang mit einem roten Teppich und kriechenden Menschen, die sich auf eine Tür zubewegen. Als Rael durch diese Tür geht, befindet er sich in einem Zimmer mit einem Festtisch und einer spiralförmigen Treppe, die nach oben zu einer Kammer führt. 
Eine Interpretation des Textes ist, dass es um Kriecherei von Menschen geht, in der Hoffnung, dadurch später weiter zu kommen oder im Jenseits Erlösung zu finden.
Eine andere Interpretation ist, auch weil es im Lied davor um Sex geht, der Weg des Spermas (die Crawlers) auf dem Weg durch den Gebärmutterhals („the red ochre corridor“) zur Eizelle.

## Single
Auf der B-Seite befindet sich eine Liveversion zu Evil Jam. Die Single wurde zwischen August und Oktober 1974 aufgenommen und erschien erstmals im April 1975. Die Länge der Ballade beträgt 5:14 Minuten. Sie wurde unter den Musiklabel Charisma Records und Virgin Records von John Burns und Genesis produziert. 
Eine neu aufgenommene Version des Liedes erschien auf dem Musiklabel Atlantic Records im November 1999 und wurde von Trevor Horn produziert. Die getrennt eingespielte Neuauflage des Klassikers entstammt der Kompilation Turn It On Again – The Hits und ist eine „Quasi-Wiedervereinigung“ der Ur-Formation von Genesis. Die Länge von The Carpet Crawlers 1999 beträgt 5:39 Minuten.

## Trivia
- Bei der Turn It On Again: The Tour im Jahr 2007 sowie beim letzten Konzert der The Last Domino? Tour am 23. März 2022 in der Londoner The O2 Arena war The Carpet Crawlers das letzte Lied der Setlist.[3] Damit ist es der letzte Song, den die Band live gespielt hat.
- Der Song Carpet Crawlers entstand nur, weil bei den Aufnahmen zu The Lamb Lies Down on Broadway noch Text aus der vorab von Gabriel verfassten Konzeptgeschichte übrig war, welcher noch vertont werden musste.[4]